# Méharicourt
Méharicourt là một xã ở tỉnh Somme, vùng Hauts-de-France, Pháp.

## Địa lý
Thị trấn này tọa lạc trên đường D39 và đường D131, khoảng 25 dặm Anh về phía đông nam của Amiens, bắt đầu của thung lũng sông Luce.

## Dân số
| 1962                                                         | 1968 | 1975 | 1982 | 1990 | 1999 |
| ------------------------------------------------------------ | ---- | ---- | ---- | ---- | ---- |
| 424                                                          | 429  | 485  | 512  | 480  | 538  |
| Số liệu điều tra dân số từ năm 1962, dân số không tính trùng |      |      |      |      |      |